# فهرست برترین گلزنان تاریخ لیگ برتر فوتبال ایران
برترین گلزنان تاریخ لیگ برتر فوتبال ایران به بررسی بازیکنانی می‌پردازد که بیشترین گل را در تاریخ لیگ برتر ایران به ثمر رسانده‌اند. تا پایان بیست و چهارمین دوره لیگ برتر ایران بیش از ۱۳٬۲۳۲ گل در ادوار لیگ برتر به ثمر رسیده است. این گلها توسط ۱۱۰۰ بازیکن ایرانی و خارجی وارد دروازه تیمهای لیگ برتری شده است.

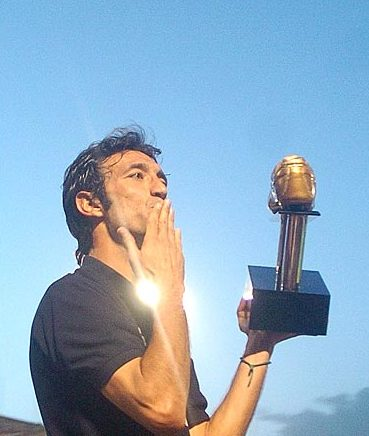
جایزهٔ آقای گلی لیگ برتر ۸۵–۱۳۸۴ در دستان رضا عنایتی، بهترین گلزن تاریخ لیگ برتر

رضا عنایتی تعداد بیشترین گل را در تاریخ لیگ برتر دارد. رضا عنایتی در ۳۵۸ بازی ۱۴۷ گل در لیگ برتر به ثمر رسانده است، و میانگین گلزنی ۰٫۴۱ را از خود به جای گذاشته است.
رکورد بیشترین گل زده در یک فصل به دست رضا نوروزی با ۲۴ گل زده در ۲۹ بازی در یک فصل دارد.

## گلزنان برتر تاریخ لیگ ایران

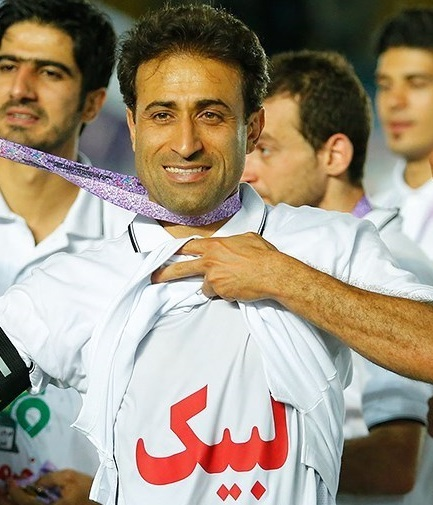
مهدی رجب‌زاده نفر دوم فهرست گلزنان برتر لیگ برتر.

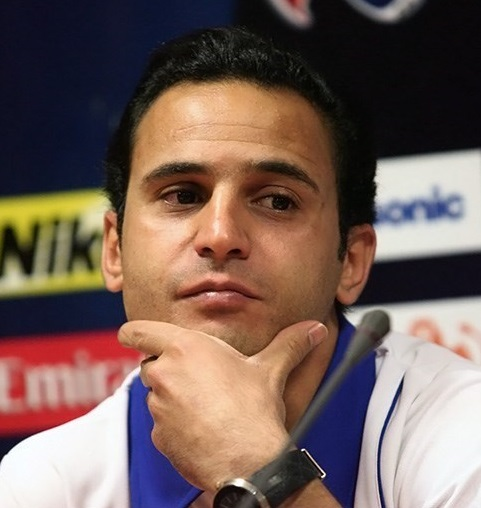
آرش برهانی نفر سوم فهرست گلزنان برتر لیگ برتر.

فهرست زیر رتبه‌بندی بازیکنانی که ۵۰ گل یا بیشتر در لیگ برتر فوتبال ایران زده‌اند را نشان می‌دهد. تا پایان لیگ بیست و چهارم، ۳۶ بازیکن موفق به زدن ۵۰ گل یا بیشتر در لیگ برتر ایران شده‌اند.
بهترین میانگین گلزنی بین بازیکنانی ۵۰ گل یا بیشتر به ثمر رسانده‌اند، در اختیار ابراهیم توره با ۰٫۶۲ گل در هر بازی، است. او همچنین تنها بازیکنی است که میانگین بالای ۰٫۵ گل در هر بازی را دارد، او تنها بازیکن زیر ۱۰۰ بازی در این لیست است.
تاریخ به‌روزرسانی: پایان لیگ بیست و چهارم (فصل ۰۴–۱۴۰۳)
| #  | آقای گل         | تعداد گل    | تعداد بازی | میانگین گل در هر بازی | تیم‌ها |                                                                |
| -- | --------------- | ----------- | ---------- | --------------------- | --- | -------------------------------------------------------------- |
| ۱  | غلام رضا عنایتی | ۱۴۷         | ۳۵۸        | ۰٫۴۱                  | استقلال (۵۹) - صبا (۳۵) - ابومسلم (۲۸) - مس (۱۱) پدیده (۵) - سیاه‌جامگان (۵) - سپاهان (۴)                                                                           |                                                                |
| ۲  | مهدی رجب‌زاده    | ۱۱۶         | ۴۰۵        | ۰٫۲۸                  | ذوب‌آهن (۹۳) - فجرسپاسی (۱۳) - مس (۱۰) |                                                                |
| ۳  | آرش برهانی      | ۱۱۵         | ۳۳۹        | ۰٫۳۳                  | استقلال (۸۰) - پاس (۳۵) |                                                                |
| ۴  | شیمبا           | ۱۰۳         | ۳۳۰        | ۰٫۳۱                  | فولاد (۵۸) - سپاهان (۱۵) - نفت آبادان (۱۲) - گسترش فولاد (۱۰) - مس رفسنجان (۸)                                                                                     |                                                                |
| ۵  | شیمبا           | فریدون فضلی | ۸۵         | ۱۷۸                   | ۰٫۴۷ | صبا (۳۱) - استقلال اهواز (۳۰) - ابومسلم (۲۲) - تراکتورسازی (۲) |
| ۶  | لوسیانو ادینیو  | ۸۲          | ۱۸۲        | ۰٫۴۵                  | مس (۵۵) - تراکتورسازی (۲۷) |                                                                |
| ۷  | سجاد شهباززاده  | ۸۱          | ۳۳۴        | ۰٫۲۴                  | سپاهان (۳۵) - سایپا (۲۰) - استقلال (۱۹) - مس رفسنجان (۴) - استقلال خوزستان (۳)                                                                                     |                                                                |
| ۸  | جلال رافخایی    | ۷۹          | ۳۰۸        | ۰٫۲۵                  | ملوان (۷۴) - ذوب‌آهن (۴) - ماشین‌سازی (۱) |                                                                |
| ۹  | محمدرضا خلعتبری | ۷۹          | ۴۳۹        | ۰٫۱۷                  | ذوب‌آهن (۳۵) - سپاهان (۲۸) - پرسپولیس (۶) - ابومسلم (۳) پدیده (۵) - سایپا (۱) - شموشک (۱) - فولاد (۱)                                                               |                                                                |
| ۱۰ | کریم انصاری فرد | ۷۷          | ۱۸۲        | ۰٫۴۲                  | سایپا (۵۵) - تراکتور (۱۴) - پرسپولیس (۸) |                                                                |
| ۱۱ | محمد قاضی       | ۷۶          | ۳۴۰        | ۰٫۲۲                  | ذوب آهن (۱۶) - نفت تهران (۱۲) - پدیده (۱۱) - استقلال (۱۱) - فولاد (۹) - صبای قم (۵) - پیکان (۵) - پرسپولیس (۳) - مس رفسنجان (۳)                                    |                                                                |
| ۱۲ | محمد غلامی      | ۷۳          | ۳۰۰        | ۰٫۲۴                  | پاس (۱۹) - استیل آذین (۱۹) - ملوان (۱۲) - داماش (۸) - سپاهان (۶) - راه‌آهن (۳) - سپیدرود (۲) - پدیده (۲) - استقلال اهواز (۲)                                        |                                                                |
| ۱۳ | علی علیپور      | ۷۲          | ۲۰۹        | ۰٫۳۴                  | پرسپولیس (۶۸) - راه‌آهن (۴) |                                                                |
| ۱۴ | سیاوش اکبرپور   | ۷۰          | ۲۹۸        | ۰٫۲۳                  | استقلال (۴۲) - فجرسپاسی (۱۲) - استیل آذین (۹) - تراکتورسازی (۵) |                                                                |
| ۱۵ | مهدی سیدصالحی   | ۶۸          | ۲۸۰        | ۰٫۲۳                  | سپاهان (۱۸) - تراکتورسازی (۱۶) - استقلال (۱۲) - پیکان (۸) استقلال (۶) - پرسپولیس (۶) - گسترش فولاد (۱)                                                             |                                                                |
| ۱۶ | ساسان انصاری    | ۶۶          | ۳۶۲        | ۰٫۱۸                  | فولاد (۴۵) - سپاهان (۱۵) - تراکتور (۶) |                                                                |
| ۱۷ | عماد محمد رضا   | ۶۵          | ۱۴۸        | ۰٫۴۳                  | سپاهان (۵۸) - فولاد (۴) - شاهین بوشهر (۳) |                                                                |
| ۱۸ | محمد نوری       | ۶۵          | ۳۶۹        | ۰٫۱۷                  | پرسپولیس (۲۷) - صبا (۱۷) - سپاهان (۶) - پارس جنوبی جم (۱۴) تراکتورسازی (۱)                                                                                         |                                                                |
| ۱۹ | میلاد میداوودی  | ۶۴          | ۲۶۲        | ۰٫۲۴                  | استقلال اهواز (۲۳) - استقلال (۱۵) - سایپا (۱۰) - پاس (۵) استقلال (۵) - پاس (۵) - آلومینیوم هرمزگان (۴)                                                             |                                                                |
| ۲۰ | محسن بیاتی‌نیا   | ۶۳          | ۲۶۷        | ۰٫۲۳                  | پاس (۲۳) - صبا (۲۲) - پیکان (۱۱) - ذوب‌آهن (۴) شاهین بوشهر (۱) - گسترش فولاد (۱)                                                                                    |                                                                |
| ۲۱ | سعید دقیقی      | ۶۱          | ۲۵۹        | ۰٫۲۳                  | شهرداری تبریز (۲۴) - سایپا (۱۱) - پیکان (۱۰) - صبا (۸) تراکتورسازی (۵) - گسترش فولاد (۲)                                                                           |                                                                |
| ۲۲ | ابراهیم توره    | ۶۰          | ۹۶         | ۰٫۶۲                  | سپاهان (۳۶) - پیکان (۱۳) - پرسپولیس (۱۱) |                                                                |
| ۲۳ | مرتضی تبریزی    | ۶۰          | ۲۶۹        | ۰٫۲۲                  | ذوب آهن (۴۲) - گل گهر (۱۳) - استقلال (۵) |                                                                |
| ۲۴ | رضا نوروزی      | ۵۹          | ۱۶۲        | ۰٫۳۶                  | فولاد (۳۴) - نفت تهران (۱۳) - استیل آذین (۶) - نفت آبادان (۲) برق شیراز (۲) - پرسپولیس (۱) - سایپا (۱)                                                             |                                                                |
| ۲۵ | ایمان رزاقی‌راد  | ۵۸          | ۱۹۵        | ۰٫۲۹                  | ابومسلم (۱۷) - پاس (۱۶) - راه‌آهن (۸) - پیکان (۶) - صبا (۵) - سایپا (۵)                                                                                             |                                                                |
| ۲۶ | محمد عباس‌زاده   | ۵۷          | ۱۹۴        | ۰٫۲۹                  | تراکتورسازی (۳۰) - پرسپولیس (۱۰) - نساجی (۹)- سایپا (۶) - راه‌آهن (۱)- فولاد (۱)                                                                                    |                                                                |
| ۲۷ | شهریار مغانلو   | ۵۶          | ۱۴۵        | ۰٫۳۸                  | پیکان (۱۵) - پرسپولیس (۴) - سپاهان (۳۷) |                                                                |
| ۲۸ | گادوین منشا     | ۵۵          | ۱۸۴        | ۰٫۲۹                  | گل گهر (۱۶) - پیکان (۱۵) - مس رفسنجان (۱۷) - پرسپولیس (۵) - استقلال (۱) - فولاد (۱)                                                                                |                                                                |
| ۲۹ | فرزاد حاتمی     | ۵۵          | ۲۶۱        | ۰٫۲۱                  | تراکتور (۲۴) - ملوان (۷) - استقلال (۶) - صبای قم (۶) - فجر سپاسی (۵) - سپاهان (۳) - پیکان (۳) - فولاد (۲) - پرسپولیس (۱) - نفت مسجد سلیمان (۱) - پارس جنوبی جم (۱) |                                                                |
| ۳۰ | هادی اصغری      | ۵۲          | ۱۶۰        | ۰٫۳۲                  | راه‌آهن (۳۴) - پاس (۱۰) - صبای قم (۴) - سپاهان (۴) |                                                                |
| ۳۱ | رامین رضاییان   | ۵۲          | ۲۸۹        | ۰٫۱۷                  | صبای قم (۷) - راه‌آهن (۱۱) - پرسپولیس (۹) - سپاهان (۱۵) - استقلال (۱۰)                                                                                              |                                                                |
| ۳۲ | علیرضا عباس فرد | ۵۱          | ۲۰۳        | ۰٫۲۵                  | برق شیراز (۱۳) - پیکان (۱۱) - سایپا (۱۰) - راه‌آهن (۹) صبا (۵) - استقلال (۴)                                                                                        |                                                                |
| ۳۳ | رضا خالقی‌فر     | ۵۱          | ۳۷۲        | ۰٫۱۳                  | ماشین‌سازی (۱۸) - فجر سپاسی (۱۲) - صنعت نفت (۸) - سایپا (۵) - راه‌آهن (۳) - پارس جنوبی جم (۱) - ذوب آهن (۱)                                                          |                                                                |
| ۳۴ | داوود حقی       | ۵۰          | ۲۱۴        | ۰٫۲۳                  | راه‌آهن (۱۸) - صبا (۱۶) - استقلال اهواز (۱۶) |                                                                |
| ۳۵ | احسان حاج‌صفی    | ۵۰          | ۳۵۷        | ۰٫۱۴                  | سپاهان (۳۴) - تراکتورسازی (۱۶) |                                                                |
| ۳۶ | عیسی آل کثیر    | ۴۹          | ۲۰۳        | ۰٫۲۴                  | پیکان (۸) -نفت تهران (۹) - صنعت نفت (۱۲) - پرسپولیس (۱۸) - سپاهان (۲)                                                                                              |                                                                |

## آقای گل در ادوار لیگ برتر
| #  | فصل       | بازیکن            | باشگاه      | گل‌زده |
| -- | --------- | ----------------- | ----------- | ----- |
| ۱  | ۸۱–۱۳۸۰   | غلامرضا عنایتی    | ابومسلم     | ۱۷    |
| ۲  | ۸۲–۱۳۸۱   | ادموند بزیک       | سپاهان      | ۱۳    |
| ۳  | ۸۳–۱۳۸۲   | علی دایی          | پرسپولیس    | ۱۶    |
| ۴  | ۸۴–۱۳۸۳   | غلامرضا عنایتی    | استقلال     | ۲۰    |
| ۵  | ۸۵–۱۳۸۴   | غلامرضا عنایتی    | استقلال     | ۲۱    |
| ۶  | ۸۶–۱۳۸۵   | مهدی رجب‌زاده      | ذوب‌آهن      | ۱۷    |
| ۶  | ۸۶–۱۳۸۵   | دنیل اولروم       | ابومسلم     | ۱۷    |
| ۷  | ۸۷–۱۳۸۶   | محسن خلیلی        | پرسپولیس    | ۱۸    |
| ۷  | ۸۷–۱۳۸۶   | هادی اصغری        | راه‌آهن      | ۱۸    |
| ۸  | ۸۸–۱۳۸۷   | آرش برهانی        | استقلال     | ۲۱    |
| ۹  | ۸۹–۱۳۸۸   | عماد رضا          | سپاهان      | ۱۹    |
| ۱۰ | ۹۰–۱۳۸۹   | رضا نوروزی        | فولاد       | ۲۴    |
| ۱۱ | ۹۱–۱۳۹۰   | کریم انصاری‌فرد    | سایپا       | ۲۱    |
| ۱۲ | ۹۲–۱۳۹۱   | سید جلال رافخایی  | ملوان       | ۱۹    |
| ۱۳ | ۹۳–۱۳۹۲   | کریم انصاری‌فرد    | تراکتورسازی | ۱۴    |
| ۱۴ | ۹۴–۱۳۹۳   | ادینیو            | تراکتورسازی | ۲۰    |
| ۱۵ | ۹۵–۱۳۹۴   | مهدی طارمی        | پرسپولیس    | ۱۶    |
| ۱۶ | ۹۶–۱۳۹۵   | مهدی طارمی        | پرسپولیس    | ۱۸    |
| ۱۷ | ۹۷–۱۳۹۶   | علی علیپور        | پرسپولیس    | ۱۹    |
| ۱۸ | ۹۸–۱۳۹۷   | کیروس استنلی      | سپاهان      | ۱۶    |
| ۱۸ | ۹۸–۱۳۹۷   | شیمبا             | فولاد       | ۱۶    |
| ۱۹ | ۹۹–۱۳۹۸   | شیخ دیاباته       | استقلال     | ۱۵    |
| ۲۰ | ۱۴۰۰–۱۳۹۹ | سجاد شهباززاده    | سپاهان      | ۲۰    |
| ۲۱ | ۰۱–۱۴۰۰   | گادوین منشأ       | مس رفسنجان  | ۱۴    |
| ۲۲ | ۰۲–۱۴۰۱   | شهریار مغانلو     | سپاهان      | ۱۳    |
| ۲۳ | ۰۳–۱۴۰۲   | شهریار مغانلو     | سپاهان      | ۱۶    |
| ۲۴ | ۰۴–۱۴۰۳   | امیرحسین حسین‌زاده | تراکتور     | ۱۴    |

## آقای گل براساس تیم‌ها
تاریخ به‌روزرسانی: پایان لیگ بیست و چهارم (فصل ۰۴–۱۴۰۳)
| رتبه | تیم            | تعداد فصل | تعداد آقای گل |
| ---- | -------------- | --------- | ------------- |
| ۱    | سپاهان اصفهان  | ۶ فصل     | ۵ بازیکن      |
| ۲    | پرسپولیس تهران | ۵ فصل     | ۴ بازیکن      |
| ۳    | استقلال تهران  | ۴ فصل     | ۳ بازیکن      |
| ۴    | تراکتور تبریز  | ۳ فصل     | ۳ بازیکن      |
| ۵    | فولاد خوزستان  | ۲ فصل     | ۲ بازیکن      |
| ۵    | ابومسلم مشهد   | ۲ فصل     | ۲ بازیکن      |
| ۷    | ملوان انزلی    | ۱ فصل     | ۱ بازیکن      |
| ۷    | سایپا تهران    | ۱ فصل     | ۱ بازیکن      |
| ۷    | راه‌آهن تهران   | ۱ فصل     | ۱ بازیکن      |
| ۷    | ذوب‌آهن اصفهان  | ۱ فصل     | ۱ بازیکن      |
| ۷    | مس رفسنجان     | ۱ فصل     | ۱ بازیکن      |

## تعداد دفعات +۱۰ گل زده در یک فصل
| رتبه | تیم             | تعداد فصل |
| ---- | --------------- | --------- |
| ۱    | لوسیانو پریرا   | ۵ بار     |
| ۱    | فریدون فضلی     | ۵ بار     |
| ۱    | آرش برهانی      | ۵ بار     |
| ۴    | کریم انصاری‌فرد  | ۴ بار     |
| ۴    | مهدی رجب‌زاده    | ۴ بار     |
| ۴    | لوسیانو ادینیو  | ۴ بار     |
| ۴    | ابراهیم توره    | ۴ بار     |
| ۴    | شهریار مغانلو   | ۴ بار     |
| ۴    | علی علیپور      | ۴ بار     |
| ۱۰   | محمدرضا خلعتبری | ۳ بار     |
| ۱۰   | داوود حقی       | ۳ بار     |
| ۱۰   | گادوین منشا     | ۳ بار     |
| ۱۳   | سجاد شهباززاده  | ۲ بار     |
| ۱۳   | مهدی ترابی      | ۲ بار     |
| ۱۳   | مهدی طارمی      | ۲ بار     |
| ۱۳   | امین قاسمی‌نژاد  | ۲ بار     |
| ۱۳   | مرتضی تبریزی    | ۲ بار     |
| ۱۳   | محمد قاضی       | ۲ بار     |
| ۱۳   | ساسان انصاری    | ۲ بار     |
| ۱۳   | علی کریمی       | ۲ بار     |
| ۱۳   | رسول خطیبی      | ۲ بار     |
| ۱۳   | فرهاد مجیدی     | ۲ بار     |
| ۱۳   | عماد محمدرضا    | ۲ بار     |
| ۱۳   | سیاوش اکبرپور   | ۲ بار     |
| ۱۳   | جلال رافخایی    | ۲ بار     |
| ۱۳   | هادی اصغری      | ۲ بار     |
| ۱۳   | محمد ابراهیمی   | ۲ بار     |
| ۱۳   | فلاویو لوپز     | ۲ بار     |

## آقای گل در فصول متوالی
غلامرضا عنایتی در دو فصل متوالی چهارمین و پنجمین دوره لیگ برتر عنوان آقای گلی را با پیراهن استقلال کسب کرده است.
مهدی طارمی در دو فصل متوالی پانزدهمین و شانزدهمین دوره لیگ برتر عنوان آقای گلی را با پیراهن پرسپولیس کسب کرده است.
شهریار مغانلو در دو فصل متوالی بیست و دومین و بیست و سومین دوره لیگ برتر عنوان آقای گلی را با پیراهن سپاهان کسب کرده است.
بیشترین عنوان آقای گلی:
همچنین رضا عنایتی ۳ بار عنوان آقای گلی را در لیگ برتر کسب کرده است و در این زمینه رکورددار است.
مهدی طارمی، کریم انصاری‌فرد و شهریار مغانلو هم هر کدام ۲ بار این عنوان را به دست آورده‌اند.

## بیشترین گل با پیراهن یک تیم
مهدی رجب‌زاده با زدن ۹۲ گل با پیراهن تیم ذوب‌آهن بیشترین گل را برای یک تیم در لیگ برتر زده است. برهانی با ۸۰ گل برای استقلال و رافخایی با ۷۴ گل برای ملوان انزلی نفرات بعدی در این جدول هستند.
| #  | گلزنان          | تیم            | تعداد گل |
| -- | --------------- | -------------- | -------- |
| ۱  | مهدی رجب‌زاده    | ذوب‌آهن اصفهان  | ۹۳       |
| ۲  | آرش برهانی      | استقلال تهران  | ۸۰       |
| ۳  | جلال رافخایی    | ملوان انزلی    | ۷۴       |
| ۴  | علی علیپور      | پرسپولیس تهران | ۶۸       |
| ۵  | غلامرضا عنایتی  | استقلال تهران  | ۵۹       |
| ۶  | عماد محمد رضا   | سپاهان اصفهان  | ۵۹       |
| ۷  | لوسیانو پریرا   | فولاد خوزستان  | ۵۸       |
| ۸  | کریم انصاری‌فرد  | سایپا تهران    | ۵۵       |
| ۹  | لوسیانو ادینهو  | مس کرمان       | ۵۴       |
| ۱۰ | فرهاد مجیدی     | استقلال تهران  | ۴۷       |
| ۱۱ | مهدی طارمی      | پرسپولیس تهران | ۴۵       |
| ۱۲ | اسماعیل فرهادی  | ذوب‌آهن اصفهان  | ۴۵       |
| ۱۳ | جواد نکونام     | پاس تهران      | ۴۴       |
| ۱۴ | محرم نویدکیا    | سپاهان اصفهان  | ۴۲       |
| ۱۵ | سیاوش اکبرپور   | استقلال تهران  | ۴۲       |
| ۱۶ | مرتضی تبریزی    | ذوب‌آهن اصفهان  | ۴۲       |
| ۱۷ | شهریار مغانلو   | سپاهان اصفهان  | ۳۷       |
| ۱۸ | ابراهیم توره    | سپاهان اصفهان  | ۳۶       |
| ۱۹ | سجاد شهباززاده  | سپاهان اصفهان  | ۳۵       |
| ۲۰ | رضا نوروزی      | فولاد خوزستان  | ۳۴       |
| ۲۱ | محمدرضا خلعتبری | ذوب‌آهن اصفهان  | ۳۴       |
| ۲۲ | غلامرضا عنایتی  | صبای قم        | ۳۴       |
| ۲۳ | هادی اصغری      | راه‌آهن تهران   | ۳۴       |
| ۲۴ | آرش برهانی      | پاس تهران      | ۳۵       |
| ۲۵ | فریدون فضلی     | صبای قم        | ۳۱       |
| ۲۶ | فریدون فضلی     | استقلال اهواز  | ۳۰       |

## گلزنی در تعداد فصول لیگ برتر
مهدی رجب‌زاده در پانزده فصل از ادوار لیگ برتر موفق به گلزنی شده است. غلامی و خلعتبری و صادقی نیز در چهارده فصل از ادوار لیگ برتر موفق به گلزنی شده است.
| #  | گلزنان          | تعداد فصل |
| -- | --------------- | --------- |
| ۱  | مهدی رجب‌زاده    | ۱۵ دوره   |
| ۲  | محمد غلامی      | ۱۴ دوره   |
| ۳  | محمدرضا خلعتبری | ۱۴ دوره   |
| ۴  | ابراهیم صادقی   | ۱۴ دوره   |
| ۵  | غلامرضا عنایتی  | ۱۳ دوره   |
| ۶  | آرش برهانی      | ۱۳ دوره   |
| ۷  | محسن بیاتی‌نیا   | ۱۳ دوره   |
| ۸  | حسین بادامکی    | ۱۳ دوره   |
| ۹  | جلال حسینی      | ۱۳ دوره   |
| ۱۰ | سیاوش اکبرپور   | ۱۲ دوره   |
| ۱۱ | مهدی سیدصالحی   | ۱۲ دوره   |
| ۱۲ | علیرضا عباسفرد  | ۱۲ دوره   |
| ۱۳ | غلامرضا رضایی   | ۱۲ دوره   |
| ۱۴ | رضا خالقی‌فر     | ۱۲ دوره   |
| ۱۵ | محسن یوسفی      | ۱۲ دوره   |
| ۱۶ | محمد نصرتی      | ۱۲ دوره   |
| ۱۷ | عادل کلاه‌کج     | ۱۲ دوره   |
| ۱۸ | امیرحسین صادقی  | ۱۲ دوره   |

## گلزنی در تعداد تیم
فرزاد حاتمی با گلزنی در ۱۱ تیم مختلف رکورددار گلزنی با تعداد تیم‌های متفاوت است
| #  | گلزنان          | تعداد تیم |
| -- | --------------- | --------- |
| ۱  | فرزاد حاتمی     | ۱۱ تیم    |
| ۲  | محمد قاضی       | ۱۰ تیم    |
| ۳  | محمد غلامی      | ۹ تیم     |
| ۴  | محمدرضا خلعتبری | ۷ تیم     |
| ۵  | محسن یوسفی      | ۷ تیم     |
| ۶  | مهدی سیدصالحی   | ۷ تیم     |
| ۷  | رضا نوروزی      | ۷ تیم     |
| ۸  | مهدی خیری       | ۷ تیم     |
| ۹  | میلاد میداوودی  | ۶ تیم     |
| ۱۰ | غلامرضا عنایتی  | ۶ تیم     |
| ۱۱ | میثم بائو       | ۶ تیم     |
| ۱۲ | سعید دقیقی      | ۶ تیم     |
| ۱۳ | حسین کاظمی      | ۶ تیم     |
| ۱۴ | عادل کلاه‌کج     | ۶ تیم     |
| ۱۵ | محسن بیاتی‌نیا   | ۶ تیم     |
| ۱۶ | علیرضا عباسفرد  | ۶ تیم     |
| ۱۷ | میلاد زنیدپور   | ۶ تیم     |
| ۱۸ | ایمان رزاقی‌راد  | ۶ تیم     |

## گلزنان برتر خارجی در تاریخ لیگ برتر ایران
لوسیانو پریرا (شیمبا) با ۱۰۳ گل بهترین گلزن خارجی این بازیها و چهارمین گلزن برتر تاریخ لیگ برتر می‌باشد و دیگر برزیلی لیگ یعنی ادینیو با ۸۲ گل در رده دوم قرار دارد. کلا ۱۹۴ بازیکن خارجی موفق به گلزنی در بازیهای لیگ برتر ایران شده‌اند.
| #  | بازیکن                | گل زده | بازی |
| -- | --------------------- | ------ | ---- |
| ۱  | لوسیانو پریرا مندز *  | ۱۰۳    | ۳۳۰  |
| ۲  | لوسیانو ادینهو *      | ۸۲     | ۱۸۲  |
| ۳  | عماد رضا *            | ۶۵     | ۱۴۸  |
| ۴  | ابراهیم توره          | ۶۰     | ۹۶   |
| ۵  | گادوین منشأ *         | ۵۵     | ۱۸۴  |
| ۶  | آدریانو آلوز          | ۴۷     | ۱۸۵  |
| ۷  | کیروش استنلی *        | ۳۹     | ۱۲۶  |
| ۸  | گئورگی گولسیانی       | ۲۸     | ۱۸۷  |
| ۹  | کوین یامگا            | ۲۶     | ۹۰   |
| ۱۰ | دنی اولروم *          | ۲۶     | ۱۱۴  |
| ۱۱ | اشپیتیم آرفی          | ۲۵     | ۵۹   |
| ۱۲ | کرار جاسم             | ۲۵     | ۱۵۱  |
| ۱۳ | عیسی ترائوره          | ۲۳     | ۱۶۹  |
| ۱۴ | موسی کولیبالی         | ۲۳     | ۲۷۸  |
| ۱۵ | آلویس نانگ            | ۲۲     | ۶۳   |
| ۱۶ | لئوناردو بیمنتا       | ۲۱     | ۸۲   |
| ۱۷ | فونیکه سی             | ۲۰     | ۳۲   |
| ۱۸ | شیخ دیاباته *         | ۲۰     | ۴۲   |
| ۱۹ | فلاویو لوپز           | ۲۰     | ۶۱   |
| ۲۰ | پائالو روبرتو زالترون | ۱۹     | ۹۷   |
| ۲۱ | ایوان پتروویچ         | ۱۹     | ۲۰۱  |
| ۲۲ | فابیو جانواریو        | ۱۷     | ۱۱۰  |
| ۲۳ | محمدناصرشکرون         | ۱۶     | ۵۱   |
| ۲۴ | جری بنگستون           | ۱۵     | ۴۶   |
| ۲۵ | جواهیرسوکای           | ۱۵     | ۷۰   |
| ۲۶ | جوسیسلی فریراروسا     | ۱۳     | ۴۷   |
| ۲۷ | عبدالوهاب ابوالهیل    | ۱۲     | ۱۶۰  |
| ۲۸ | آنتونی استوکس         | ۱۱     | ۲۴   |
| ۲۹ | گوران یرکوویچ         | ۱۱     | ۳۳   |
| ۳۰ | میلوراد یانوش         | ۱۱     | ۳۶   |
| ۳۱ | جائلسون داسیلوا       | ۱۰     | ۲۶   |

- نکته ۱: بازیکنانی که جلوی نامشان * قرار دارد موفق به کسب عنوان آقای گلی در لیگ برتر شده‌اند.
- نکته ۲: در این جدول فقط بازیکنانی ذکر شده‌اند که حداقل ۱۰ گل در ادوار لیگ برتر به ثمر رسانده‌اند.